# Isaac Denies

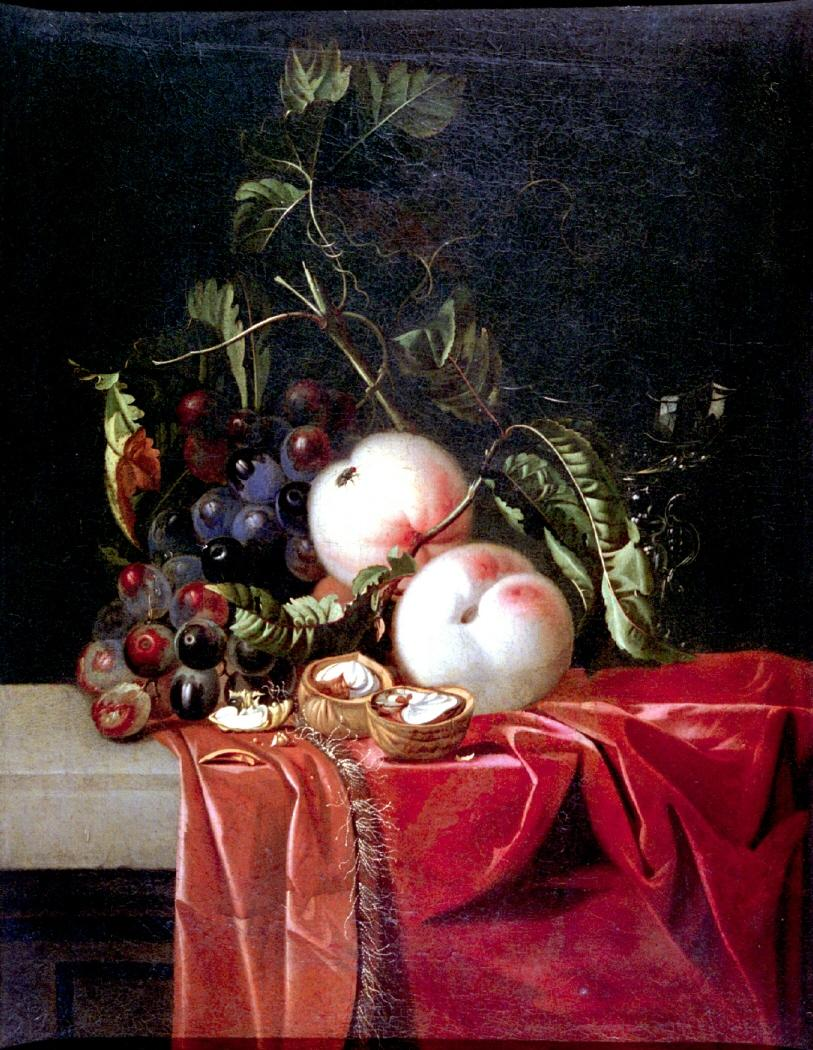
Bodegón, óleo sobre lienzo, 49 x 39 cm, Madrid, Museo Lázaro Galdiano.

Isaac Denies o De Nis (1647 - Delft, 1690), fue un pintor barroco neerlandés, especializado en bodegones de piezas de caza, frutas y flores.

## Biografía
Nacido en Ámsterdam, o quizá en la misma ciudad de Delft donde murió, en la década de 1660 se le documenta en Ámsterdam donde debió de entrar en contacto con Willem van Aelst, de quien, por razones estilísticas, se le supone discípulo. En 1676 se trasladó a Delft, donde introdujo la pintura de bodegones de flores y piezas de caza al estilo practicado en Ámsterdam. En 1686 y 1690 adquirió dos casas en Delft, constando en la documentación realizada al efecto como pintor de Delft. Murió aquí en enero de 1690, pero fue enterrado en Ámsterdam el 25 de enero de ese año.